# Drepanoneura peruviensis
Drepanoneura peruviensis is een libellensoort uit de familie van de Protoneuridae, onderorde juffers (Zygoptera).
De wetenschappelijke naam van de soort is voor het eerst geldig gepubliceerd in 1946 door Fraser.